# 1130型CIWS
1130型CIWS (Type1130)は中国兵器工業集団の開発したCIWSである。
正式名称はH/PJ-11。

## 概要
730型CIWSの発展形であり、砲身が11本に増加し、大型化している。空母｢遼寧｣や｢福建｣に搭載されている。
砲身が11本に増加した事により発射速度が10,000発/分まで向上しており、報道によると1130型CIWSは96%の確率でマッハ4以上の速度で突入してくる対艦ミサイルを迎撃出来るとされている｡
弾薬は両側に1つずつある計2個の弾薬ドラムに収納されており、2,580発を収納する事が可能。また、砲弾には通常の30×165mm弾の他に｢DEC115型｣と言うタングステン弾芯を使用するAPDS弾が存在する｡
レーダーなどの追跡装置は730型CIWSと同様の物が使用されているが、空母｢福建｣に搭載されている1130型CIWSは搭載レーダーが347型パルスドップラーレーダーからフェーズドアレイレーダーに変更されており、さらに赤外線追跡装置が追加されている。現在搭載されている艦は空母の他大型の艦艇が多く、稼働には大量の電力が必要とされている｡

## 搭載艦
- 遼寧 (空母)
- 山東 (空母)
- 福建 (空母)
- 052D型駆逐艦
- 055型駆逐艦
- 054A型フリゲート
- 054B型フリゲート
- 075型強襲揚陸艦
- 076型強襲揚陸艦